# 제임스 몽고메리 플래그
제임스 몽고메리 플래그(James Montgomery Flagg, 1877년 6월 18일 – 1960년 5월 27일)는 미국의 예술가, 삽화가이다. 그는 카툰 작업을 했고, 그가 그린 정치 포스터로 유명해졌다.

## 생애
플래그는 뉴욕의 펠험 매너에 태어났다. 어려서부터 그림에 대한 열정을 가졌고, 12살에 전국 잡지에 일러스트가 게재되었다. 14세에 《라이프》(Life) 매거진의 기고 작가가 되었고, 이듬 해에는 《저지》(Judge) 매거진의 직원이 되었다. 1894년부터 1898년까지 〈아트 스튜던트 리그 오브 뉴욕〉(Art Students League of New York)에 입학을 학교를 다녔다. 1898년부터 1900년까지 런던과 파리에서 미술을 배우고 미국으로 귀국하여 책, 잡지 표지, 정치 카툰, 광고, 단품의 스케치 등 수많은 일러스트를 그렸다. 그 중에서도 특필해야 할 것은 《저지》 매거진에 1903년부터 1907년까지 정기 연재된 연재물 만화 "너뷔 낫"(Nervy Nat)이다.
1915년, 에디슨의 사진과 애들러 로체스터 오버코트 광고를 만들어 달라는 칼킨스와 홀든에게서 의뢰를 받아들였지만, 그의 이름이 광고와 연결되어서는 안 된다는 조건이었다.

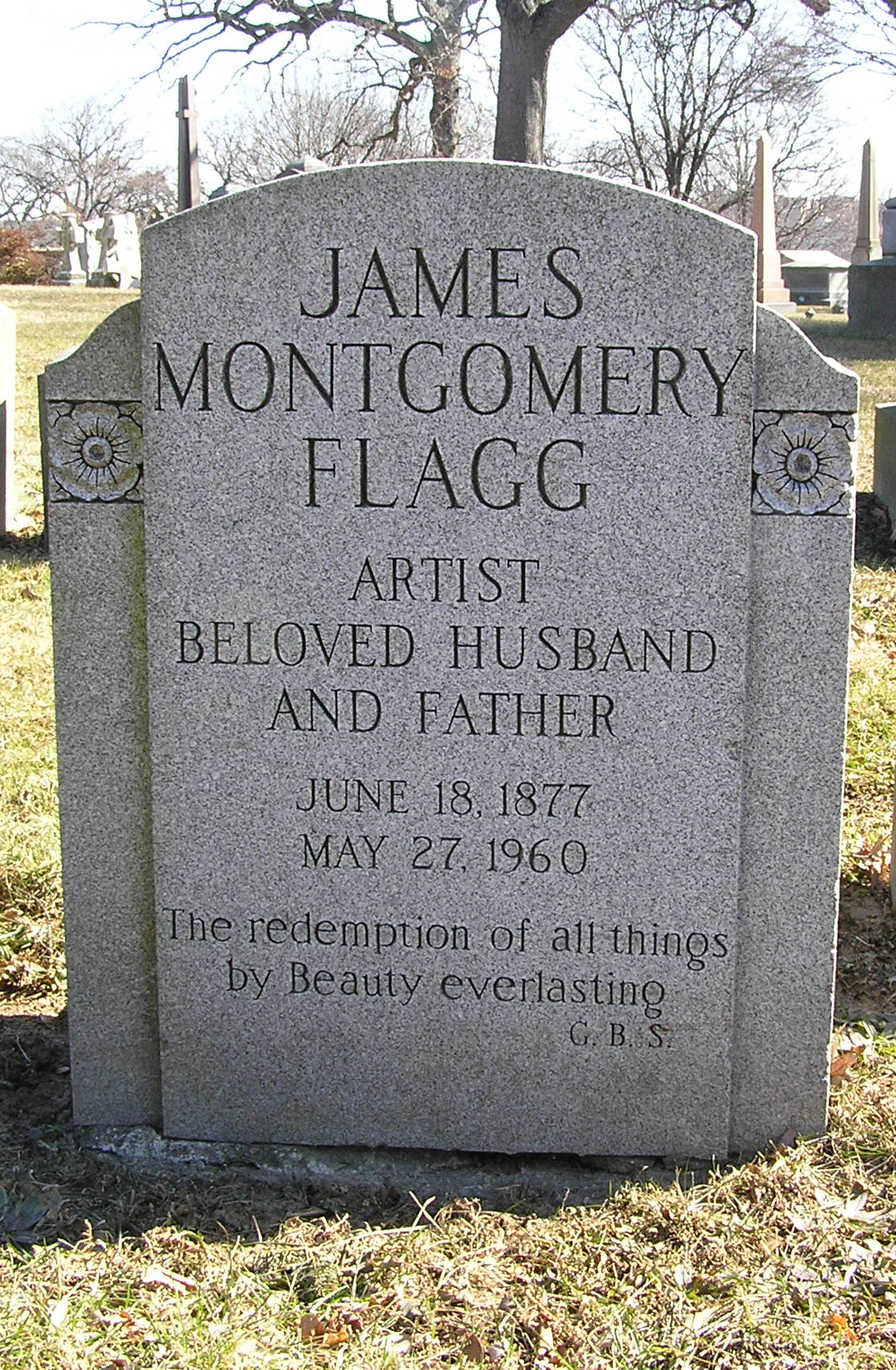
제임스 몽고메리 플래그의 묘지, 뉴욕 브롱스, 우드론 묘지

1917년 플래그는 그의 가장 유명한 작품을 만들었다. 그것은 1차 세계 대전 당시 미합중군의 입대를 촉진하기 위해 그려진 포스터였다. 이 포스트에는 엉클 샘이 등장하여, “미합중국군에서 당신을 원한다”(I Want YOU for US Army)라는 표제와 함께 보는 이들을 가리키고 있다. 이 디자인은 비슷한 포즈를 취했던 “키치너 경의 모병 포스터”에서 착안된 것이었다. 이 포스터는 1차 세계 대전 중에 400만장 이상이 인쇄되었고, 2차 세계 대전에서 다시 사용되었다. 이 포스터에 등장하는 엉클 샘의 얼굴은 자신의 얼굴을 이용하여 염소 수염을 한 늙은이를 만들었다. 이후 그는 “그냥 모델을 섭외하기가 귀찮았다”고 말했다. 프랭클린 델러노 루스벨트는 자신의 얼굴을 모델로 사용한 그의 기발함을 칭찬했다. 그러나 어떤 설명에 의하면 플래그가 월터 보츠(Walter Botts)라는 참전 용사였던 이웃이 있었는데, 그 작품에서 포즈를 취해준 것이라고 전한다.
절정기에는 플래그는 미국에서 가장 수입이 많은 잡지 삽화가였다. 1946년에는 자서전 《장미와 벅샷》(Roses and Buckshot)을 간행했다. 일러스터로서 그의 작품은 별도로 하고, 플래그는 존 싱어 사전트에게 영향을 받았다고 밝힌 자화상을 그렸다. 플래그의 대상이 되었던 사람은 마크 트웨인과 에델 베리모어였으며, 그의 잭 뎀프시 초상화는 현재 국립 초상화 갤러리의 그레이트 홀에 걸려져 있다. 1948년, 그는 펩스트 블루 리본 매거진 광고에 등장했다. 자신의 뉴욕 스튜디오에서 이젤을 놓고 작업을 하고 있고, 옆에는 젊은 여자와 재떨이가 있고, 뱁스트 병이 열려 있는 채 있으며, 2잔의 가득 채워진 잔이 그들 앞에 있는 장면을 보여주는 맥주광고였다.
1960년, 제임스 몽고메리 플래그는 뉴욕 시에서 생을 마감하고 브롱크스의 우드론 묘지에 매장되었다.

## 갤러리

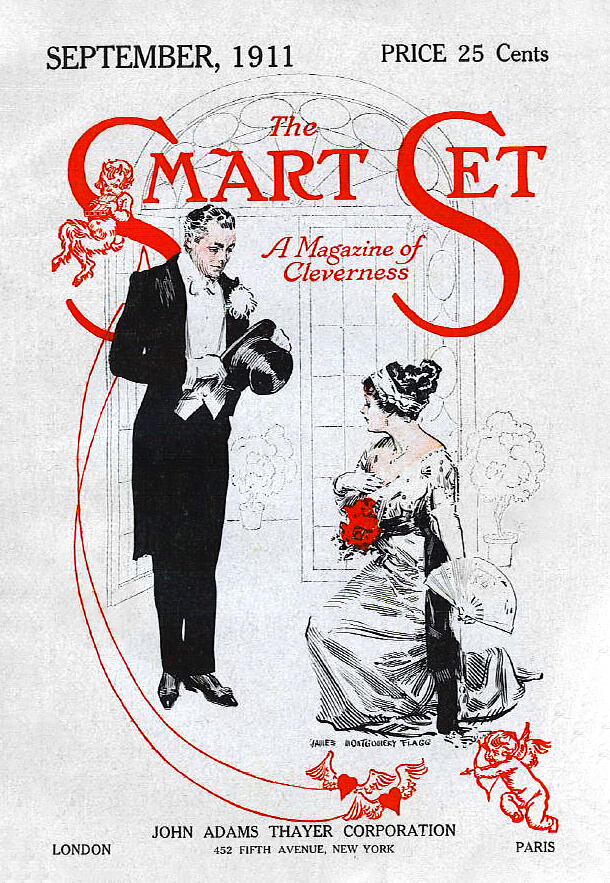
The Smart Set (잡지 표지) 1911
플래그의 유명한 엉클 샘 신병모집 포스터
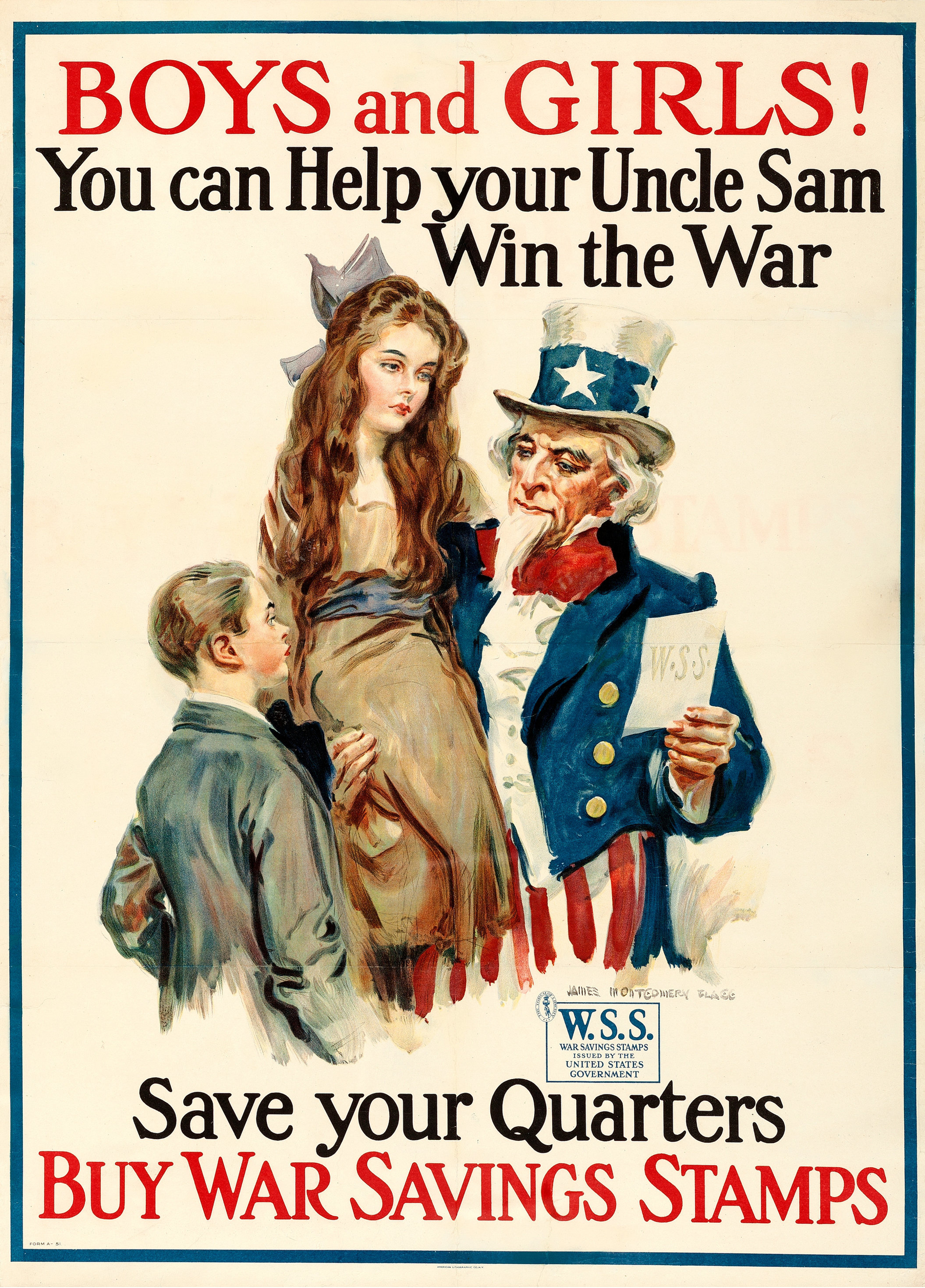
엉클 샘 소년, 소녀! 1917 전쟁 포스터
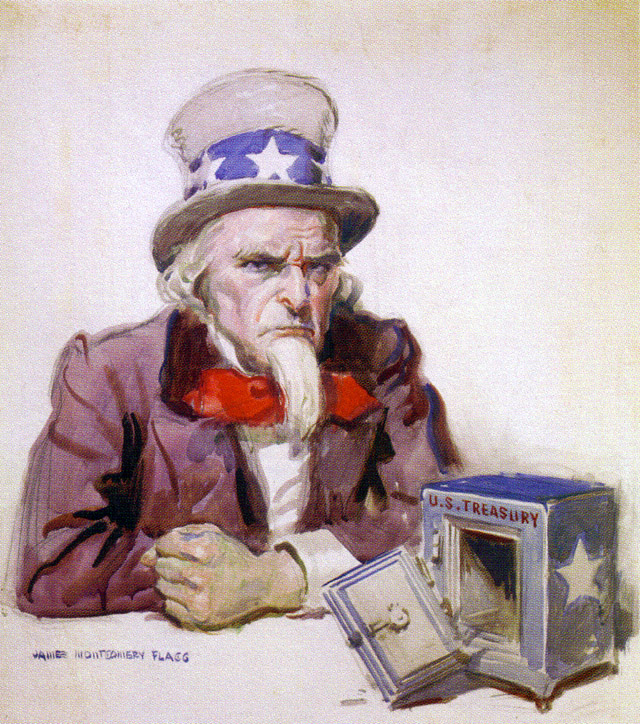
빈털털이 엉클 샘
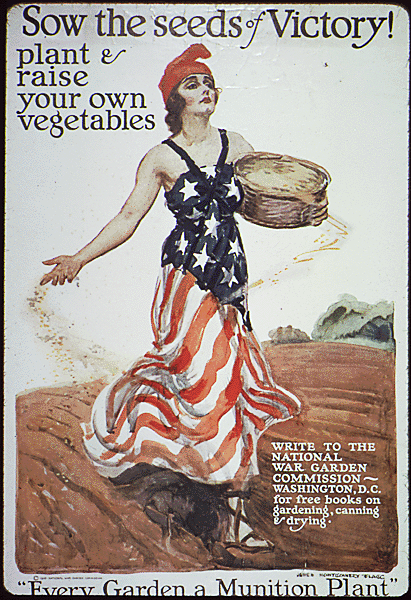
컬럼비아가 텃밭을 가꾸라고 촉구하고 있다.
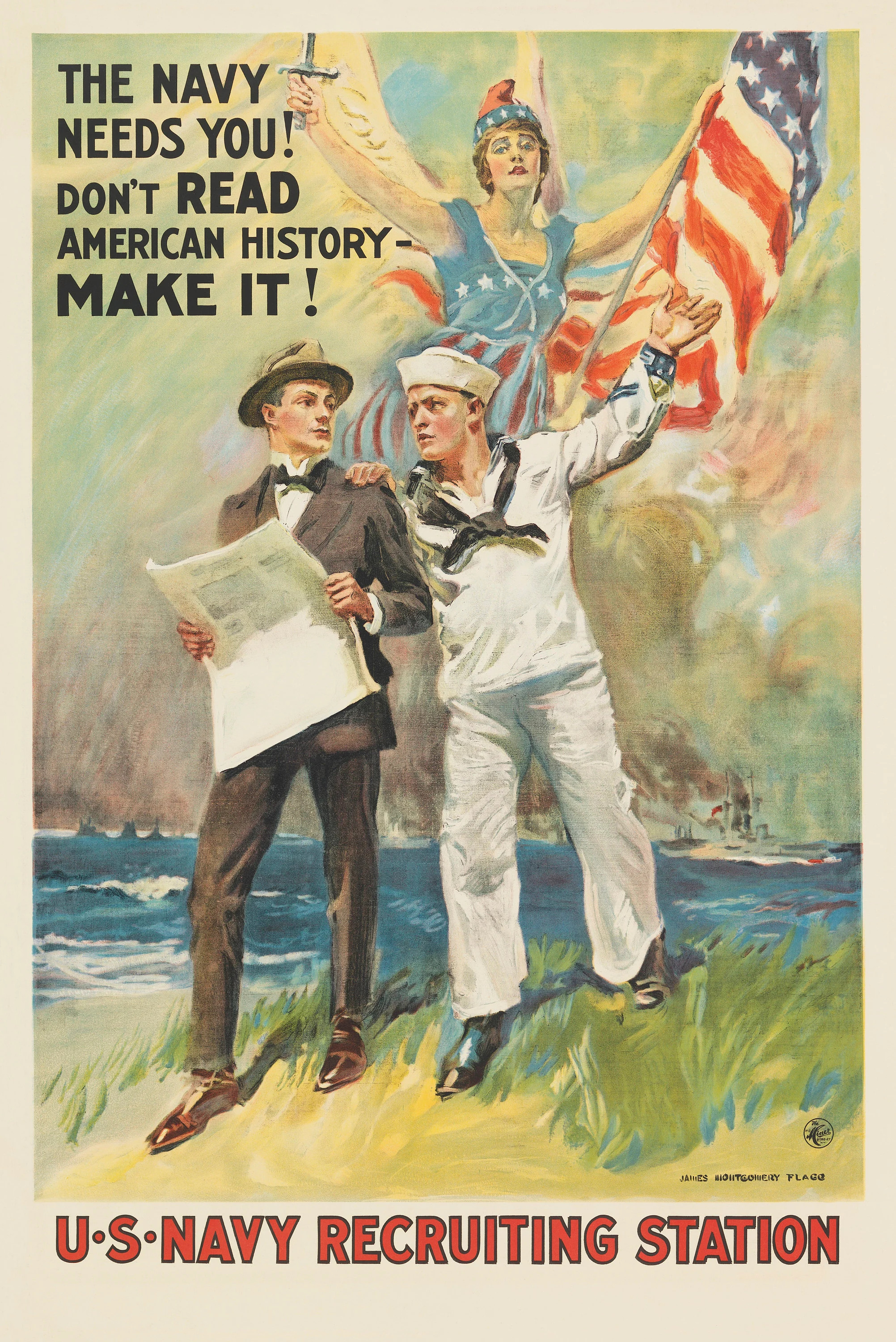
The Navy Needs You! Don't Read American History, Make It!
Wake Up America, Civilization Calls Every Man Woman and Child!
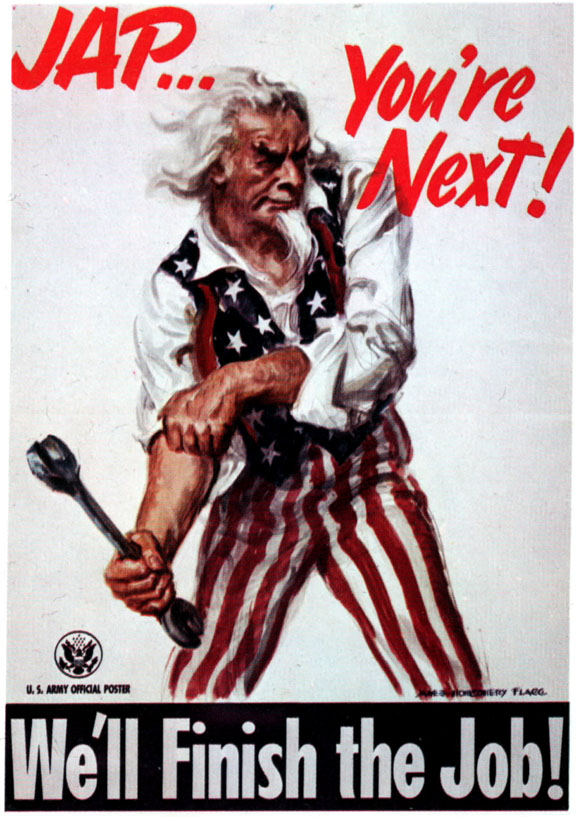
2차 세계대전 미군 포스터, 스패너를 들고 있는 엉클 샘. VE day와 VJ day 사이에 나온 것으로 추정.